# ثرموبوز

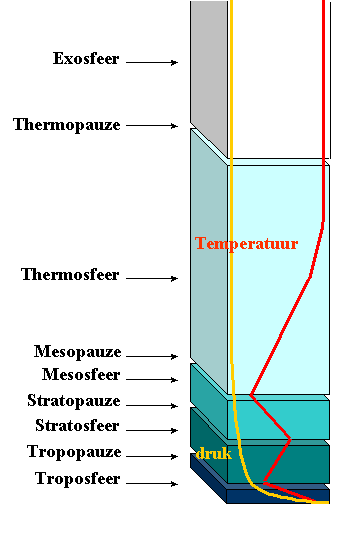
رسم توضيحي

الثرموبوز أو نطاق الركود الحراري هو حدود الغلاف الجوي لنظام طاقة الأرض، ويقع في الجزء العلوي من الثرموسفير. يمكن أن تتراوح درجة حرارة الثرموبوز من الصفر المطلق تقريبًا إلى 987.548 درجة مئوية (1،810 درجة فهرنهايت).
تحت هذا، يتم تعريف الغلاف الجوي على أنه نشط على الإشعاع الشمسي، بسبب زيادة وجود غازات أثقل مثل الأكسجين أحادي الذرة. وهكذا يتم التعبير عن الثابت الشمسي عند انقطاع الحرارة. أبعد من ذلك (أعلاه)، يصف الغلاف الخارجي أنحف ما تبقى من جسيمات الغلاف الجوي ذات المسار الحر المتوسط الكبير، ومعظمها من الهيدروجين والهيليوم. كحد أدنى للطبقة الخارجية تسمى هذه الحدود أيضًا بإكسوبوز.
يختلف الارتفاع الدقيق باختلاف مدخلات الطاقة للموقع، والوقت من اليوم، والتدفق الشمسي، والموسم، وما إلى ذلك، ويمكن أن يتراوح ارتفاعه بين 500 و1000 كيلومتر (310 و620 ميل) في مكان ووقت معين بسبب ذلك. جزء من الغلاف المغناطيسي ينخفض تحت هذه الطبقة أيضًا.
على الرغم من أن هذه كلها طبقات مسماة من الغلاف الجوي، إلا أن الضغط ضئيل للغاية لدرجة أن التعريفات المستخدمة بشكل رئيسي للفضاء الخارجي هي في الواقع أقل من هذا الارتفاع. لا تعاني الأقمار الصناعية التي تدور في مدارها من تسخين كبير في الغلاف الجوي، لكن مداراتها تتلاشى بمرور الوقت، اعتمادًا على ارتفاع المدار. تعمل البعثات الفضائية مثل محطة الفضاء الدولية ومكوك الفضاء وسويوز تحت هذه الحدود.